# Усадьба Демидова (Большие Тайцы)
Усадьба Демидова, а также усадьба Большие Тайцы или усадьба Тайцы — старинная мыза XVIII—XIX веков, принадлежавшая русскому дворянскому роду Демидовых. Усадьба находится в Гатчинском муниципальном округе Ленинградской области, в посёлке Санаторий имени Свердлова.
Памятник архитектуры федерального значения.

## История и архитектура
Село Стаища упоминается среди населённых пунктов Богородицкого Дягиленского погоста по переписи 1500 года.
На карте Ингерманландии А. И. Бергенгейма, составленной по материалам 1676 года, оно обозначено как деревня Staitsa.
На шведской «Генеральной карте провинции Ингерманландии» 1704 года — как мыза Staitsahof.
Как мыза Стаиса поселение обозначено на «Географическом чертеже Ижорской земли» Адриана Шонбека 1705 года.
Во время Северной войны Пётр I отвоевал эти земли и пожаловал мызу Тайцы адмиралу И. М. Головину, прапрадеду А. С. Пушкина по отцовской линии. 
В середине XVIII века мыза Тайцы, а также деревни Кобрино и Суйда, принадлежали прадеду А. С. Пушкина по материнской линии Абраму Петровичу Ганнибалу, которые он завещал младшему брату Исааку. Затем, мызой Малая Тайца с 6 деревнями и 120 душами (м. п.) владел капитан третьего ранга морской артиллерии Исаак Абрамович Ганнибал (1747—1804). 
В 1770-е годы Тайцы перешли в собственность горнопромышленника Александра Григорьевича Демидова. При нём здесь была выстроена усадьба, разбит парк с множеством различных сооружений, большинство из которых не сохранились до наших дней. Архитектором усадьбы выступил И. Е. Старов, женатый на Наталье Григорьевне Демидовой, сестре Александра Григорьевича. Старов создал примечательный ансамбль в стиле русского классицизма. Строительство началось в 1774-м и продолжалось четыре года. На берегу реки Вёревки был построен двухэтажный дворец на высоком цоколе, обработанном рустом. С торцов здания оборудовали террасы-лоджии. Здание увенчала небольшая беседка — бельведер с башенкой. В парадные помещения дворца вели широкие лестницы, обрамлённые гранитными изваяниями сторожевых львов. Въезд в усадьбу оформили двумя служебными флигелями, объединёнными ажурной металлической решёткой с воротами. От них ко дворцу вела центральная аллея. Перед зданием располагался цветочный партер, на газоне были установлены солнечные часы.
Также в этом время в усадьбе создавался пейзажный парк, делившийся на несколько участков: Собственный сад, Большую поляну, Лабиринт, Звезду и Зверинец. Каждый из них имел собственную планировку и ландшафтную композицию. Участки объединялись прудами, протоками и каналами. Через речку Вёревку было перекинуто несколько мостов. В парке располагалась декоративная водяная мельница с большим колесом, а также другие парковые сооружения: павильон Храм Солнца, Белый павильон, Турецкая беседка, Готические ворота. Для создания наиболее подходящего для пейзажного парка неровного холмистого ландшафта были сделаны искусственные насыпи. После смерти А. Г. Демидова имение перешло к его сыну. Усадьба продолжала развиваться, однако после смерти сына парк постепенно приходил в запустение. 
Селение Тайцкое упоминается на карте Санкт-Петербургской губернии Я. Ф. Шмидта 1770 года.
На карте Санкт-Петербургской губернии 1792 года А. М. Вильбрехта обозначена деревня Тайца.
На «Топографической карте окрестностей Санкт-Петербурга» Военно-топографического депо Главного штаба 1817 года обозначена мыза Таицкая из 8 дворов с мельницей.

МАЛОТАИЦКАЯ — мыза принадлежит Квашнину-Самарину, титулярному советнику, при ней дворовых людей: 32 м. п., 30 ж. п. (1838 год)

В пояснительном тексте к этнографической карте Санкт-Петербургской губернии П. И. Кёппена 1849 года она записана как поместье Gross Taiz Gut (Большие Тайцы) и указано количество его жителей на 1848 год: савакотов — 17 м. п., 20 ж. п., всего 37 человек, русских — 61 человек.

ТАЙЦЫ — мыза генерал-майора Демидова, по просёлочной дороге, и при ней дворовые люди, число душ — 87 м. п. (1856 год)

К середине XIX века Демидовы накопили большие долги. В 1870 году усадьба за долги по описи перешла государству, и часть построек за ветхостью была разобрана.  В 1895 году мыза с прилегающими землями отошла в ведение «Общества русских врачей в Санкт-Петербурге» для устройства туберкулёзного санатория. На нужды нового лечебного заведения было передано 476 тыс. рублей из благотворительного капитала, созданного императором Александром II в память его супруги Марии Александровны, умершей от болезни лёгких.

ТАИЦЫ — мыза владельческая при ключах, число дворов — 1, число жителей: 15 м п., 18 ж. п. (1862 год)

В 1875 году в Тайцах открылись сразу две школы — русская, учительницей в ней работала «м-ль Александрова» и финская, учитель — Й. Куутанен.
В Тайцах некоторое время жили такие известные личности, как русский пейзажист С. Ф. Щедрин, зарисовавший вид Таицкого парка в картине «Вид в окрестностях Петербурга», композитор H. А. Римский-Корсаков, работавший в Тайцах над «Третьей симфонией» летом 1886 года.
К 1900 году санаторий имел 50 мест и два отделения — мужское и женское. Женское располагалось в усадебном доме, а для мужского построили отдельное двухэтажное здание. 
В конце XIX — начале XX века мыза административно относилась к Староскворицкой волости 3-го стана Царскосельского уезда Санкт-Петербургской губернии.  
К 1930-х году выяснилось, что местный климат совсем не подходит туберкулёзным больным, однако свою санаторную функцию для пациентов, страдающих гипертонией, бывшая усадьба выполняла вплоть до Великой Отечественной войны. К вечеру 11 сентября 1941 года, когда сам посёлок был взят немцами, советские войска отступили в район санатория, где держали оборону, но вынуждены были отступить. 
После войны здание также использовалось под санаторные нужды, находясь в ведении партийных органов. В связи с прекращением работы санатория в 1989 году усадьба оказалась заброшенной. С 2011 года усадьба не используется.
С 2018 года ведётся реставрация усадебного дома Демидова, завершение которой планировали на конец 2020 года, после предполагалось начать  восстановление хозяйственных построек. В рамках подготовительного процесса к проектированию реставрации парковой территории в 2019 году специалистами Института истории материальной культуры РАН (ИИМК РАН) проведены раскопки, в процессе которых был обнаружен фундамент, на котором располагался двенадцатиколонный павильон-ротонда — так называемый «Храм солнца», который был известен по изображениям XIX века и до начала археологических работ считался полностью утраченным. Над ним планируется возвести большой купол диаметром около 20 м и организовать круглогодичный показ. В 2020 году в парке рядом с усадьбой Демидовых открылась новая туристическая дорога длиной три километра. Новый маршрут получил название «Прогулка вокруг большой поляны». Реставрация, о которой было объявлено в 2018 году, так и не началась, хотя часть выделенных средств потрачена. На начало 2023 года Следственным комитетом России возбуждено уголовное дело в связи с необеспечением сохранности усадьбы.

## В искусстве и культуре
Среди картин, связанных с этими местами, примечательна работа русского пейзажиста С. Ф. Щедрина «Вид в окрестностях Петербурга». Она находится в экспозиции Третьяковской галерее.
В течение нескольких лет на дачу в Тайцы регулярно приезжал  композитор Н. А. Римский-Корсаков. В «Летописи моей музыкальной жизни» он пишет: «Лето 1884 года мы проводили по-прежнему в Тайцах. Здесь я принялся за составление учебника гармонии, который к началу осени оказался готовым к изданию...». Летом 1886 года композитор также был здесь и работал над Третьей симфонией.
Воспоминания о мызе оставил поэт И. М. Долгорукий: «Кто не знал под Петербургом Тайц? Кто не был очарован тамошними прозрачными ручьями? Я редко видел место прелестнее и не пивал нигде такой воды, которую черпал там для прохлады из самих ключей, бегущих у подошвы готического строения, прозванного Quellenbourg».

## Галерея

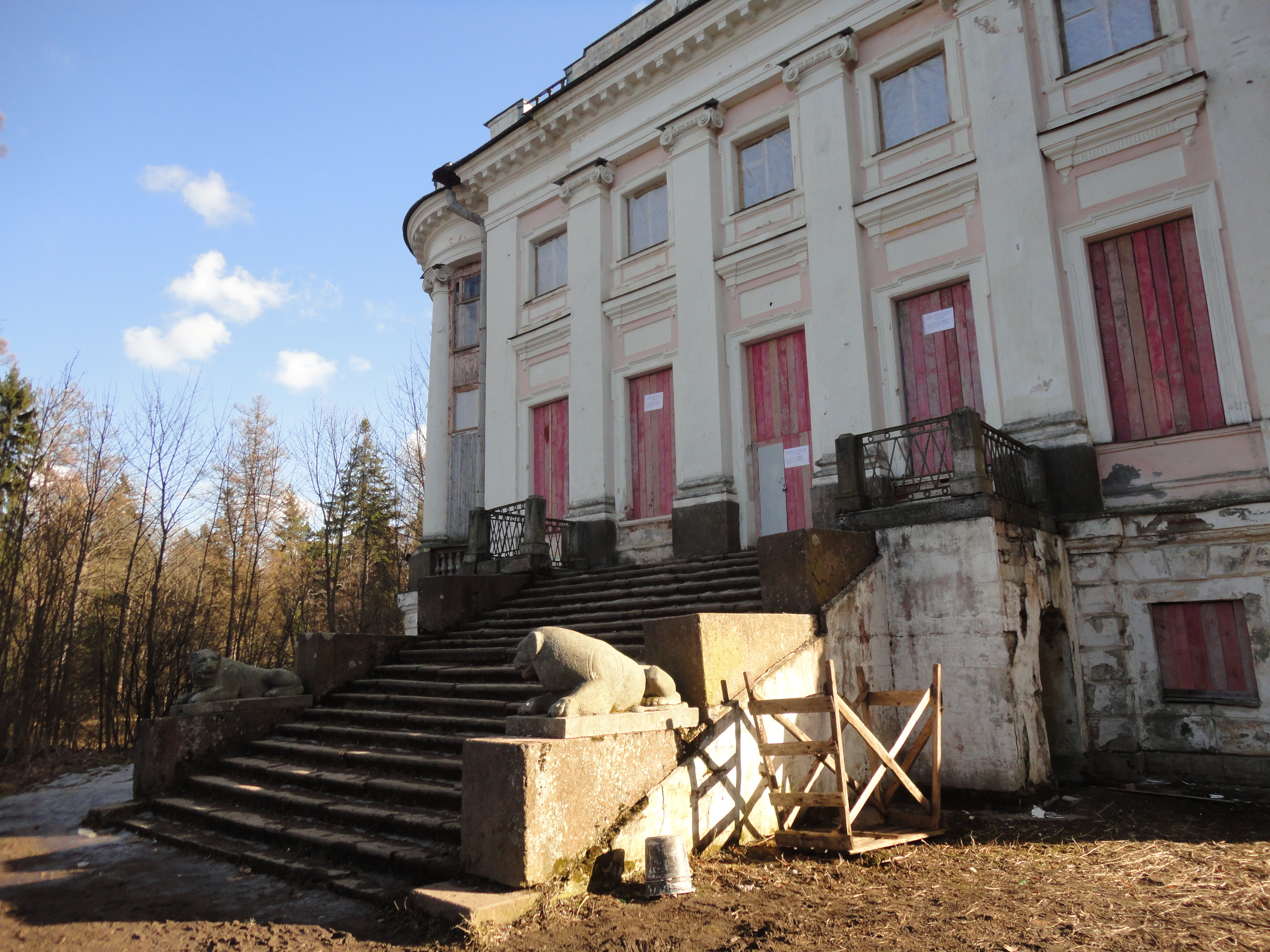
Северный фасад, лестница и львы (2014)
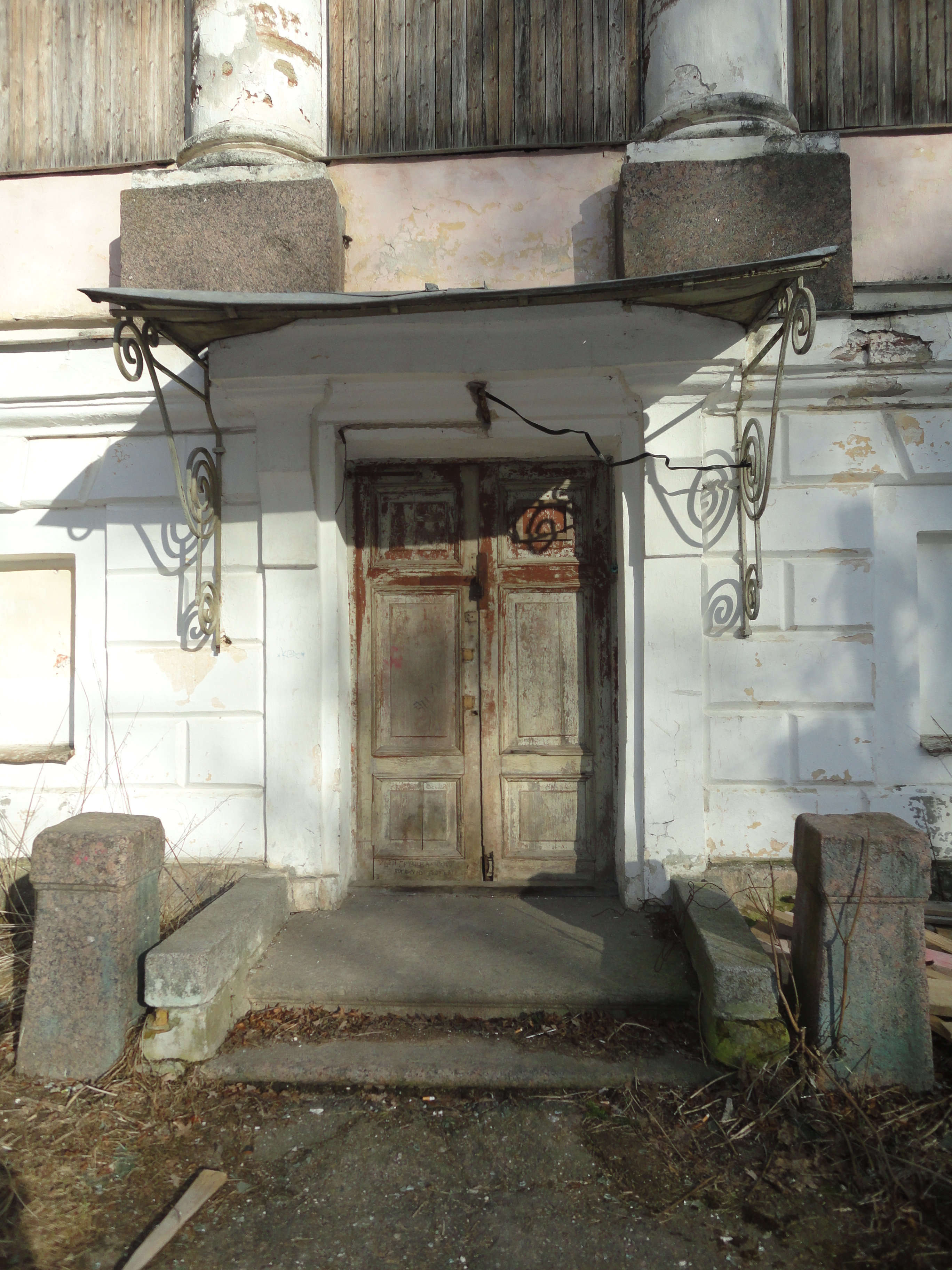
Одна из дверей в усадьбе (2014)
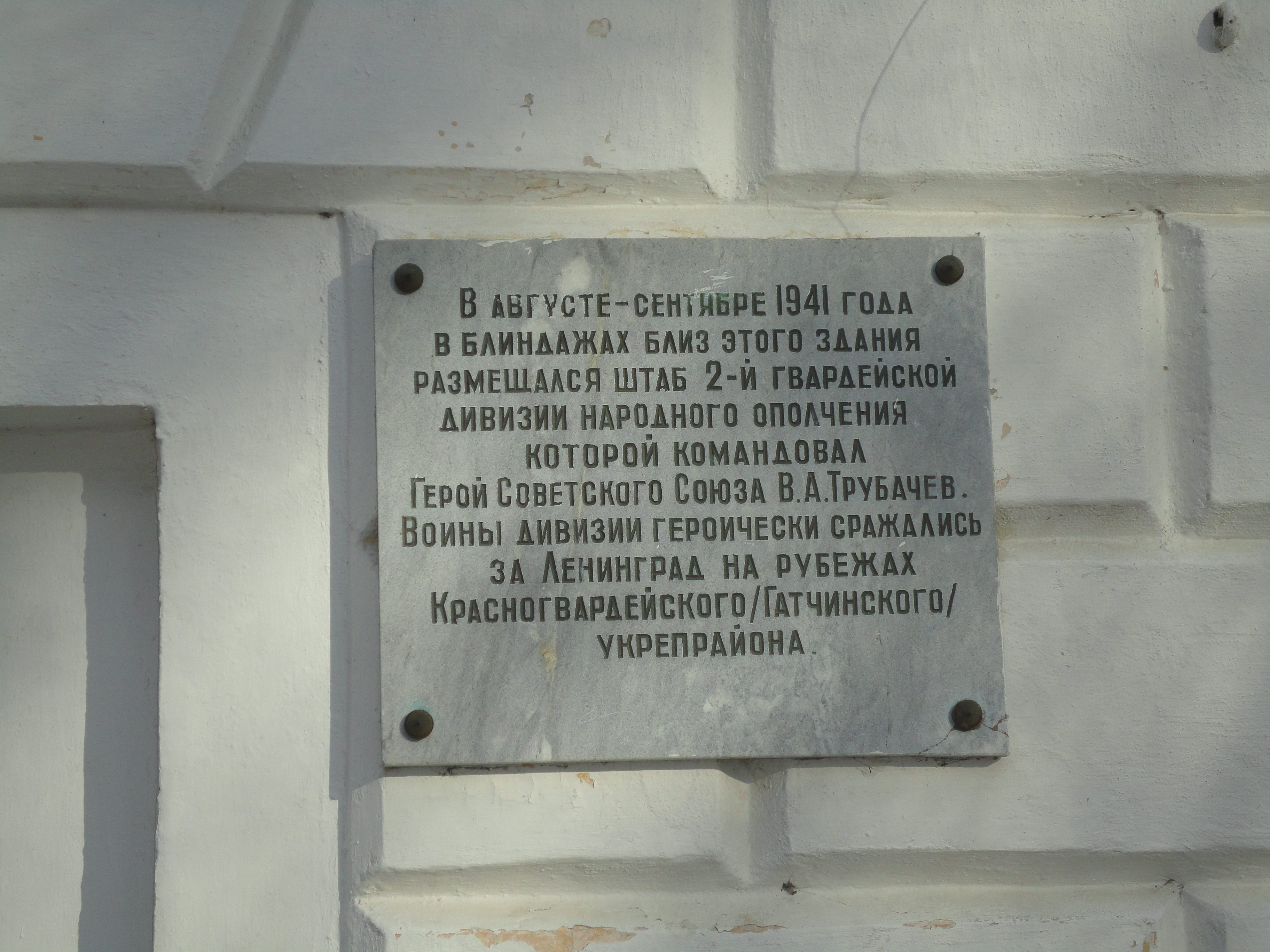
Памятная табличка на центральном фасаде, посвящённая событиями Великой Отечественной войны (2014)
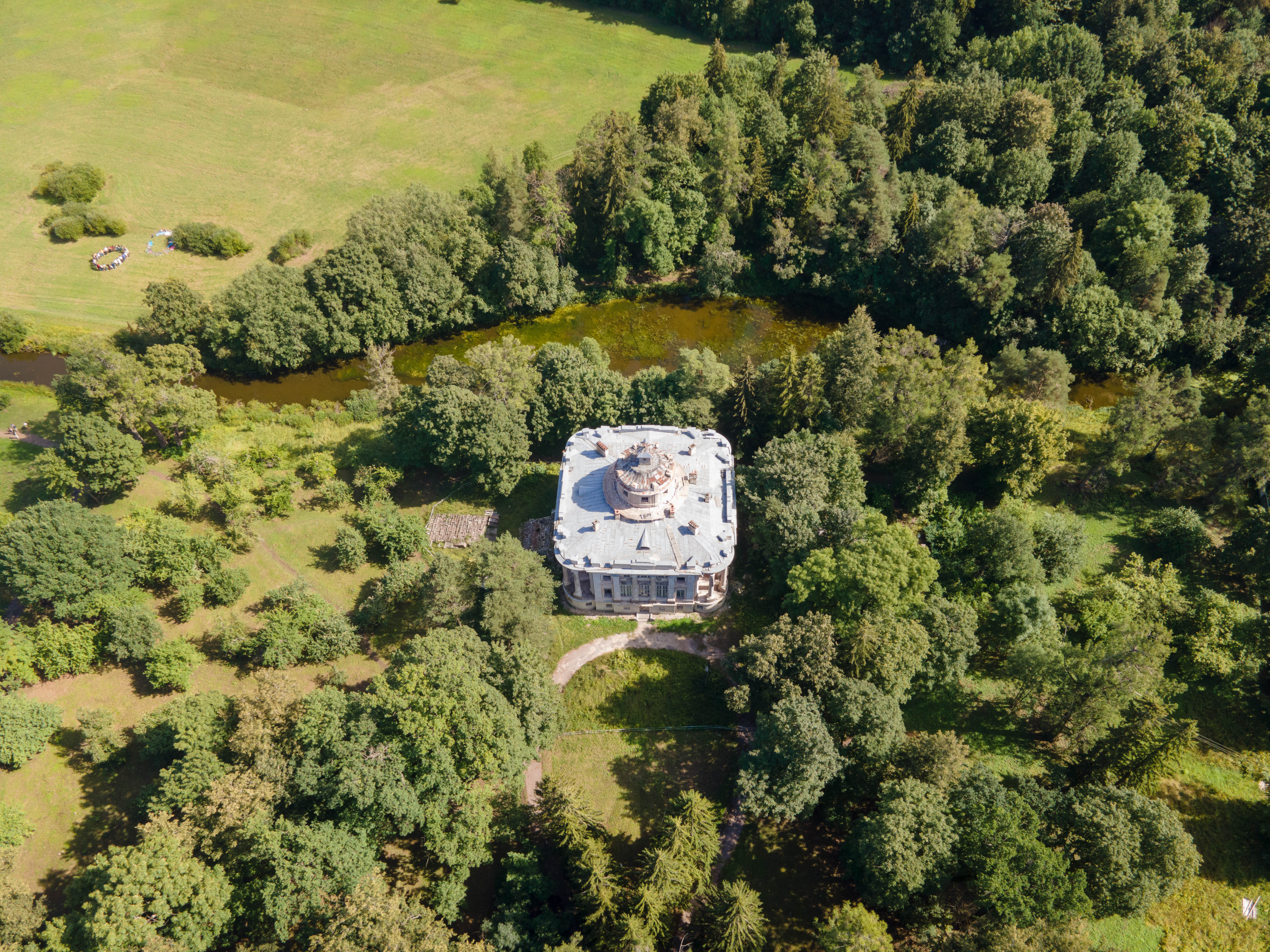
Дворец и парк. Вид сверху (2021)

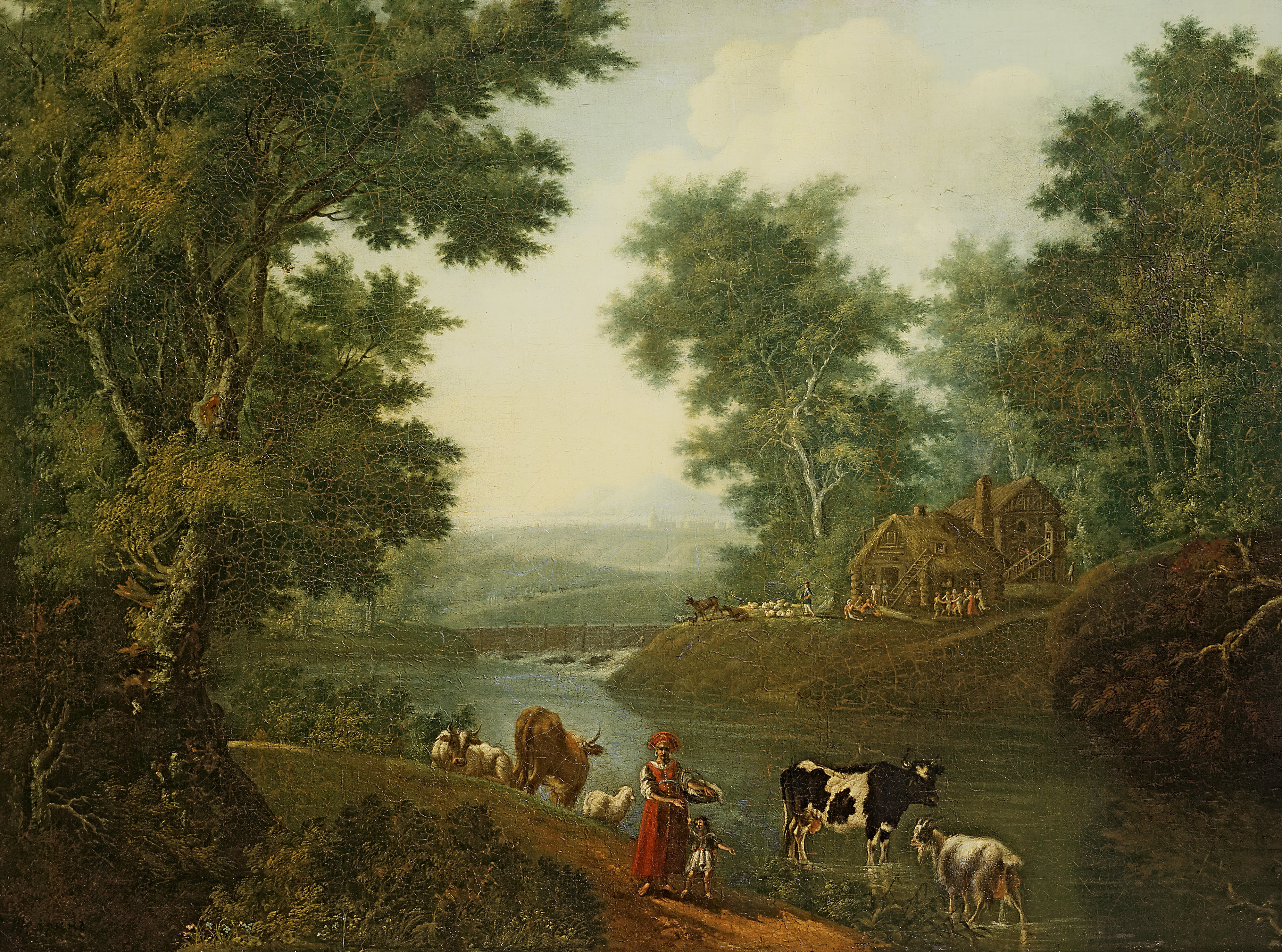
Таицкий парк на картине C. Ф. Щедрина. 1780-е годы
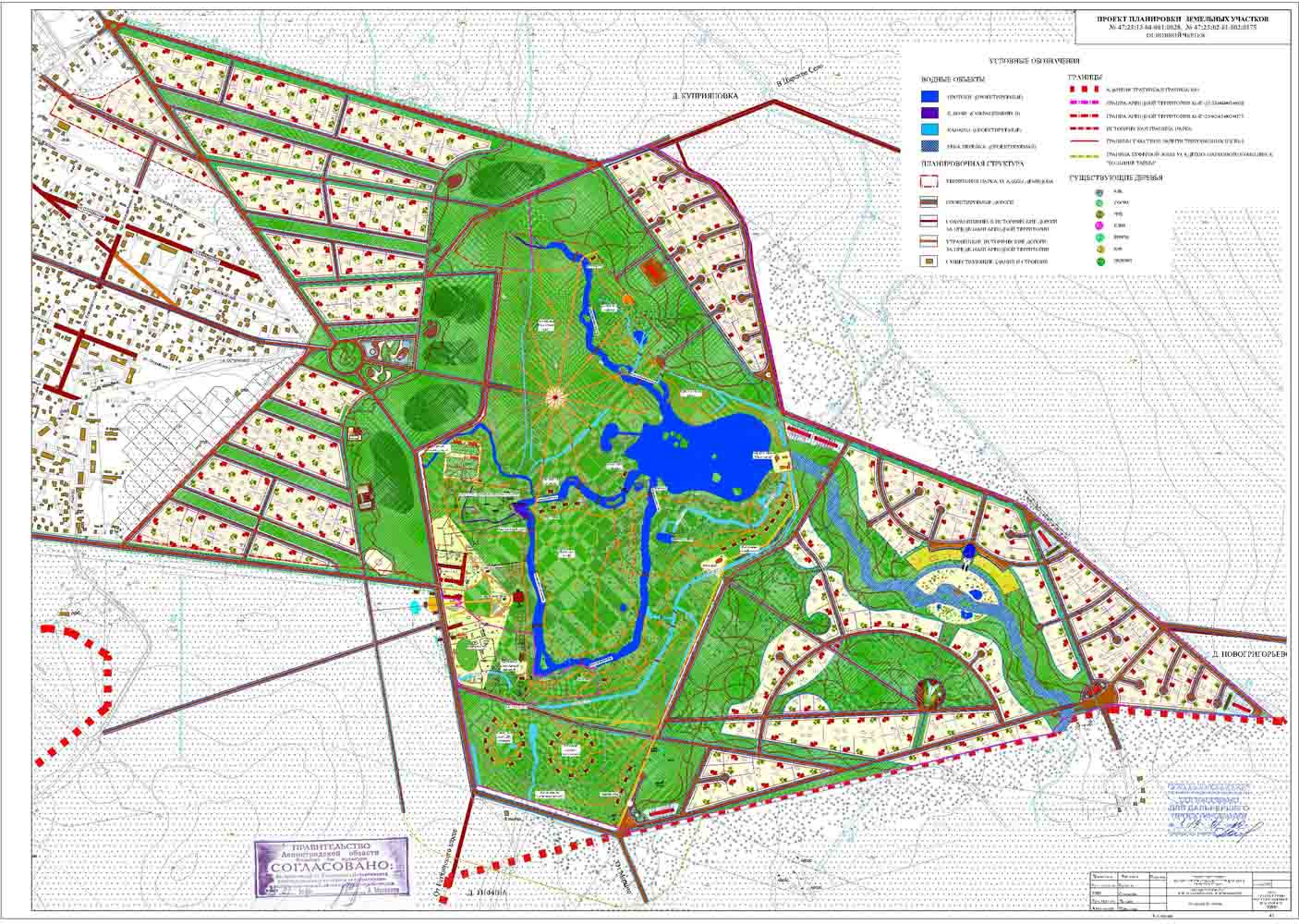
Проект реконструкции усадьбы А. Демидова

## Планы Таицкой мызы

Планы Таицкой мызы
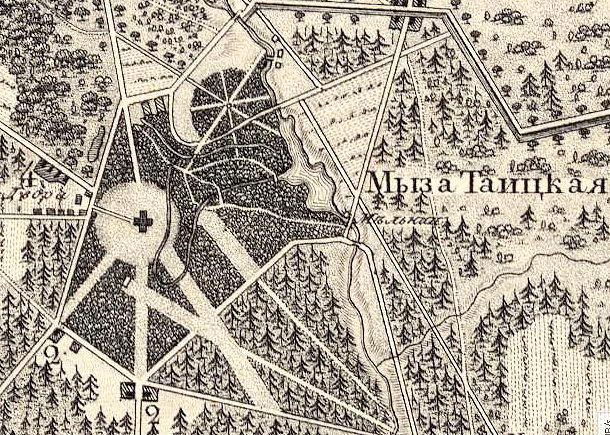
1817 год
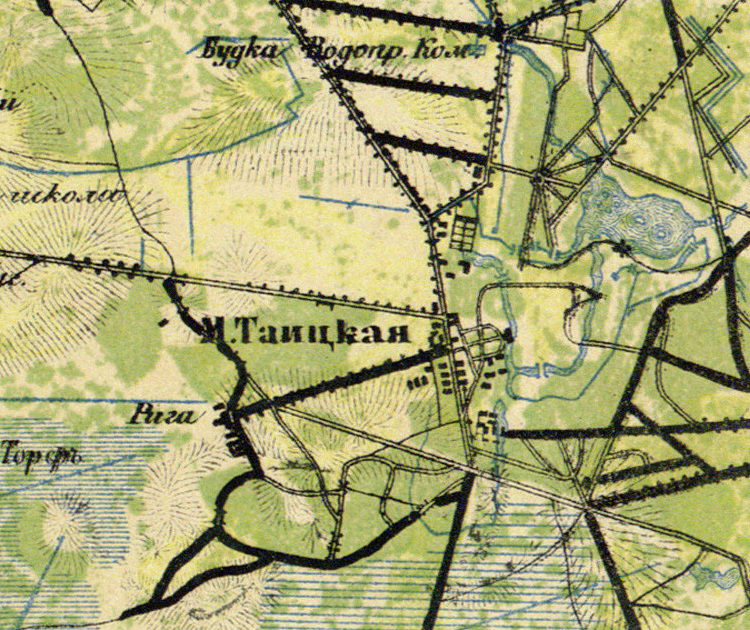
1860 год
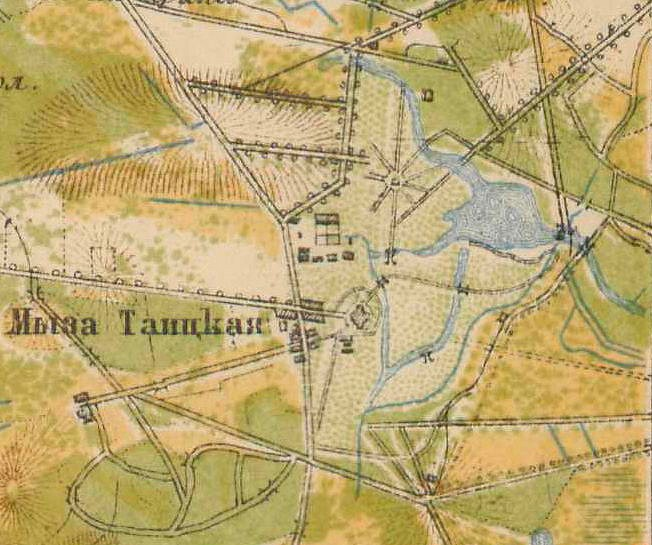
1885 год
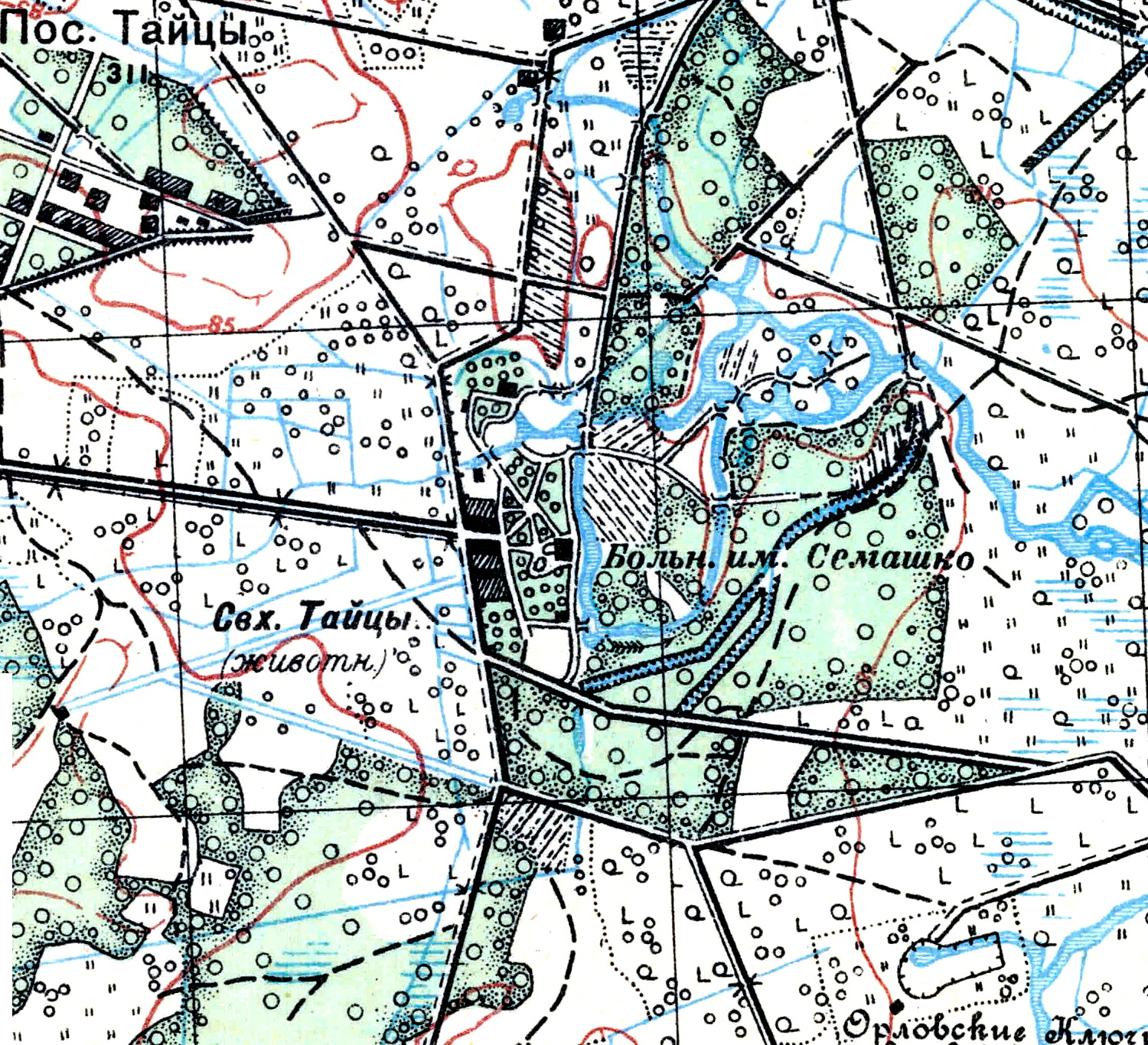
1931 год